# Типи спеціальних (вільних) економічних зон
Типи спеціальних (вільних) економічних зон. На території України можуть створюватись спеціальні (вільні) економічні зони різних функціональних типів: вільні митні зони і порти, експортні, транзитні зони, митні склади, технологічні парки, технополіси, комплексні виробничі зони, туристсько-рекреаційні, страхові, банківські тощо.
Згідно із Постановою Кабінету Міністрів України від 14 березня 1994 р. № 167 «Про Концепцію створення спеціальних (вільних) економічних зон в Україні», ВЕЗ можуть бути таких типів:
- зовнішньоторговельні зони — частина території держави, де товари іноземного походження можуть зберігатися, купуватися та продаватися без сплати мита і митних зборів або з її відстроченням.
- науково-технічні зони — ВЕЗ, спеціальний правовий режим яких орієнтований на розвиток наукового і виробничого потенціалу, досягнення нової якості економіки через стимулювання фундаментальних і прикладних досліджень, з подальшим впровадженням результатів наукових розробок у виробництво.
- туристсько-рекреаційні зони — ВЕЗ, які створюються в регіонах, що мають багатий природний, рекреаційний та історико-культурний потенціал, з метою ефективного його використання і збереження, а також активізації підприємницької діяльності (в тому числі із залученням іноземних інвесторів) у сфері рекреаційно-туристичного бізнесу
- банківсько-страхові (офшорні) зони — це зони, в яких запроваджується особливо сприятливий режим здійснення банківських та страхових операцій в іноземній валюті для обслуговування нерезидентів.
- зони прикордонної торгівлі — частина території держави на кордонах із сусідніми країнами, де діє спрощений порядок перетину кордону і торгівлі.

Крім вищезазначених, в Україні можуть створюватися ВЕЗ інших типів, а також комплексні спеціальні (вільні) економічні зони, які поєднують у собі риси та елементи зон різних типів. Так, за критерієм відкритості розрізняють ВЕЗ інтеграційні (діяльність яких спрямовується на тісну взаємодію з позазональною економікою країни), та анклавні (орієнтовані на зв'язки із зовнішнім ринком); залежно від місцезнаходження розрізняють зовнішні ВЕЗ (розміщені на кордоні з іншими державами) та внутрішні (розміщені у внутрішніх районах країни).